# Romanian Open 1995
Il Romanian Open 1995 è stato un torneo di tennis giocato sulla terra rossa di Bucarest in Romania. È stata la 3ª edizione del torneo, che fa parte della categoria World Series nell'ambito dell'ATP Tour 1995. il torneo si è giocato dall'11 al 18 settembre 1995.

## Campioni

### Singolare
Thomas Muster ha battuto in finale  Gilbert Schaller con il punteggio di 6–3, 6–4

### Doppio maschile
Mark Keil /  Jeff Tarango hanno battuto in finale  Cyril Suk /  Daniel Vacek con il punteggio di 6–4, 7–6